# Stellwerk Köln-Dünnwald

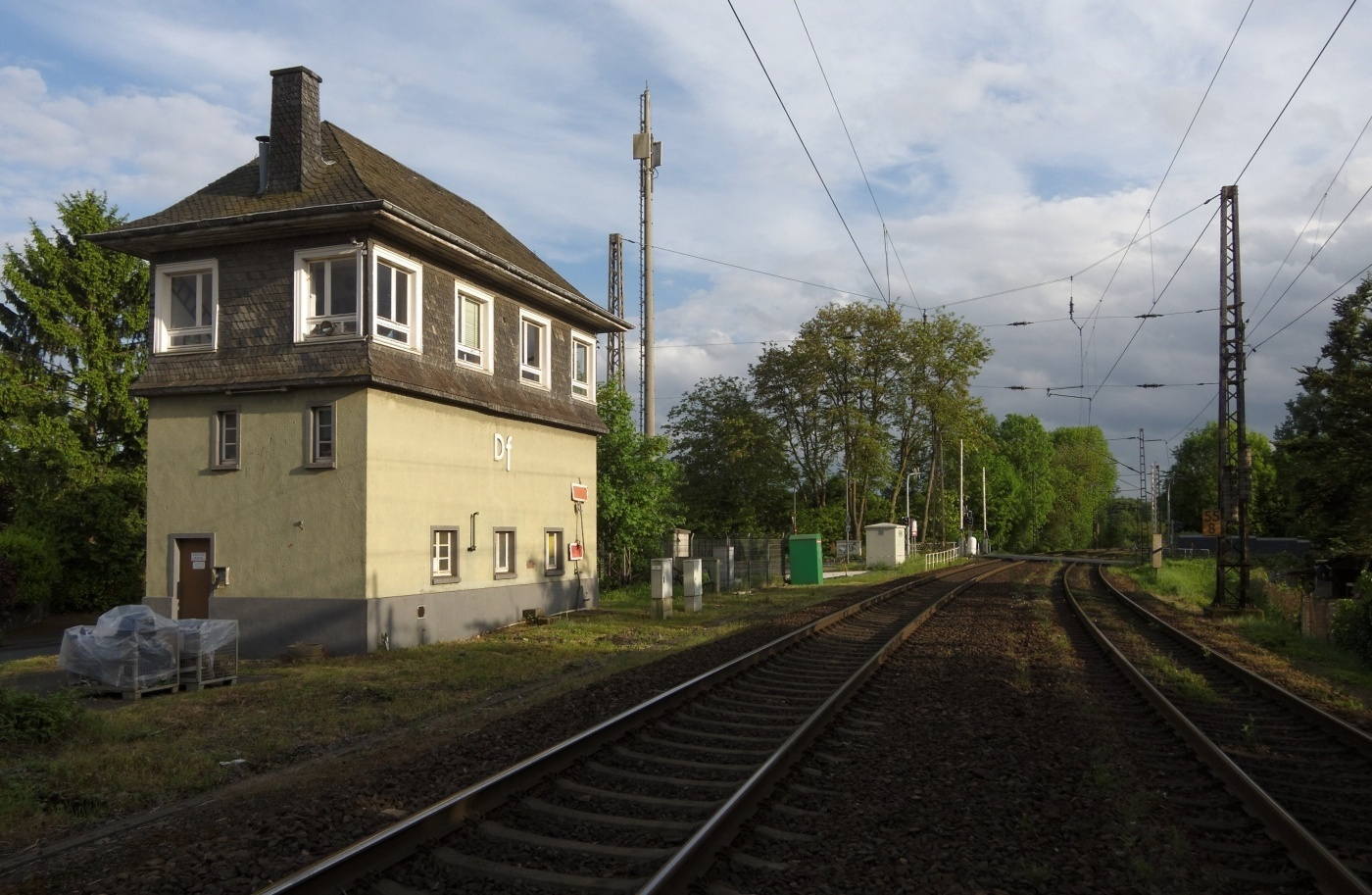
Das Museumsgebäude: Das alte Stellwerksgebäude des DrS2 Köln-Dünnwald Df.

Das Stellwerk Köln-Dünnwald ist ein Museum für Signal- und Fernmeldetechnik im Eisenbahnwesen in Dünnwald.

## Hintergrund
Das Stellwerk befindet sich am ehemaligen Betriebsbahnhof „Köln-Dünnwald“ an der Bahnstrecke Mülheim-Speldorf–Troisdorf.
Der Bahnhof war ursprünglich beidseitig an die Strecke nach Köln-Kalk und Opladen angebunden und wurde dazu von zwei mechanischen Einheitsstellwerken gesteuert. 1970 wurde in dem Köln-Kalk-seitigen Stellwerk ein Gleisbildstellwerk der Bauform DrS2 installiert, das die Steuerung des nun nur noch einseitig angebundenen Bahnhofs und mehrerer Bahnübergänge übernahm. Zuletzt wurde das Stellwerk zu einem Blockstellwerk zurückgebaut, das nur noch die Bahnübergänge sicherte. Im Jahre 2010 wurde die technische Sicherung der Bahnübergänge modernisiert und das Stellwerk zu Gunsten von aus Köln-Kalk gesteuerten Zentralblocksignalen aufgelassen.

## Nutzung als Museum
Im Jahre 2011 begannen im Stellwerksgebäude die Arbeiten zum Aufbau eines Museums für Signal- und Fernmeldetechnik mit Eisenbahn-Betriebssimulation.
Kernstück ist dabei die erhalten gebliebene DrS2-Drucktastenstellwerksanlage, deren originale Relaisanlage sich gut einsehbar in einem verglasten Abschnitt des Bedienraums befindet.
Als zweite Stellwerksanlage wurde eines der ersten elektronischen Stellwerke aus dem Bahnhof Essen-Kupferdreh voll funktionsfähig wieder aufgebaut. Es handelt sich dabei um die Bauform SIMIS B aus dem Jahre 1991, deren Vertreter bei der Deutschen Bahn bis Ende 2016 alle aus Altersgründen ausgemustert wurden, das Kupferdreher Stellwerk bereits im Jahre 2003.
Darüber hinaus handelt ein weiterer Teil der Ausstellung von der innerbetrieblichen Kommunikation bei der Bahn; hierfür wurde die komplette Telefonzentrale eines Stellwerkes (Abfrage- und Vermittlungseinrichtung) vollständig rekonstruiert.
Das Museum kann laut Angaben der Betreiber bereits auf Anfrage besichtigt werden, zudem finden in regelmäßigen Abständen Besichtigungstermine statt.